# Strada statale 410 dir di Naro
La strada statale 410 dir di Naro (SS 410 dir) è una strada statale italiana.
Costituisce la diramazione della strada statale 410 di Naro che dal centro abitato di Naro conduce a quello di Canicattì, dove si innesta sulla strada statale 122 Agrigentina dopo un tracciato di poco inferiore ai 10 km.